# 阿久津村事件
阿久津村事件（あくつむらじけん）は、1932年（昭和7年）に栃木県塩谷郡阿久津村（現・高根沢町）で発生した小作料減免をめぐる争議。小作争議史上有数の刑事事件となった。

## 概要
栃木県内で最も豊かな穀倉地帯といわれた阿久津村は、事件当時は少数地主の支配下にあり、自小作農家は5割から6割8分の小作料を納めていた。
1930年（昭和5年）、阿久津村の自小作農民たちは農民組合を結成し、地主に対し1反歩あたり肥料代7円貸付・7年間月賦債還の要求を提出した。さらに凶作の影響のため、1931年（昭和6年）に結成した全国農民組合阿久津支部が改めて小作料4割軽減の追加要求を出した。しかし地主の大部分はこれを拒否し、地主の野沢茂堯は大日本生産党に応援を求めた。
大日本生産党員は農民組合幹部を日本刀や槍で襲撃・監禁し、小作人には組合脱退を強要するなどの暴行を働き、組合事務所を占拠した。そのため、各地から動員された農民・労働者200人あまりが熟田村（現・さくら市）の上野久内宅に集結し、占拠された組合事務所の奪回を目指して進んだが、途中で両者が衝突して大乱闘となり、大日本生産党員5人が死亡し、他の党員も全員負傷するという結果を招いた。
同事件によって109人の農民組合員が起訴され、47人が実刑判決を受けたが、当時北高根沢村花岡で医院を経営していた菅又薫（民政党の県会議員、第15代（1932年 - 1939年）北高根沢村長）の調停により、「契約小作料の一割減額」「二割は貧件（年賦償還）」「七割は本年度に納付」とすることで解決した。